# Viyé Diba
Viyé Diba (Casamance, 1954) es un artista senegalés. Forma parte de la segunda generación de la conocida coma 'Escuela de Dakar'.

## Biografía
Diba estudió Educación Artística en la Escuela Nacional de Bellas Artes de Dakar y se doctoró en Geografía Urbana en la Universidad de Niza Sophia Antipolis, Francia. Actualmente (2015), es profesor de Artes Visuales en la Escuela Nacional de Artes de Dakar y presidente de la Asociación Nacional Senegalesa de Artistas Visuales. Gran Premio de la Bienal de Dakar de 2010, Diba trabaja en el campo de la performance, la instalación, la pintura y la escultura, donde a menudo incorpora materias primas locales y materiales reciclados. Su obra fue presentada en la exposición en solitario «Environnement temoin culturel» en la Galería Nacional de Dakar (1990). El trabajo de Diba también ha sido mostrado en numerosas exposiciones internacionales, como la Bienal de Dakar (1998 y 2010), la Bienal de Johannesburgo (1995 y 1997) y la Bienal de Abiyán (1993), entre otras, así como de forma permanente en Galerie Arte de Dakar.